# Borzești (okręg Botoszany)
Borzești – wieś w Rumunii, w okręgu Botoszany, w gminie Ungureni. W 2011 roku liczyła 772 mieszkańców.